# رایان یوهانسن
رایان یوهانسن (انگلیسی: Ryan Johansson؛ زادهٔ ۱۵ فوریهٔ ۲۰۰۱) بازیکن فوتبال اهل لوکزامبورگ است.
از باشگاه‌هایی که در آن بازی کرده‌است می‌توان به باشگاه فوتبال بایرن مونیخ ۲ اشاره کرد.
وی همچنین در تیم‌های ملی فوتبال زیر ۱۷ سال لوکزامبورگ، زیر ۱۷ سال سوئد، زیر ۱۹ سال جمهوری ایرلند، زیر ۱۹ سال لوکزامبورگ، زیر ۲۱ سال لوکزامبورگ، و زیر ۲۱ سال جمهوری ایرلند بازی کرده‌است.

## تیم ملی
جوهانسون که در لوکزامبورگ از پدری سوئدی و مادری ایرلندی متولد شد، نماینده هر سه کشور در سطوح مختلف بین‌المللی بوده‌است.
در ژانویه ۲۰۱۹، یوهانسن اعلام کرد که قصد دارد آینده خود را به جمهوری ایرلند متعهد کند. در ماه مه ۲۰۲۱، او از فیفا مجوز برای تغییر وفاداری خود از لوکزامبورگ به ایرلند را دریافت کرد.